# Babín (Těmice)
Babín (německy Babin) je malá vesnice, část obce Těmice v okrese Pelhřimov. Nachází se asi 2,5 km na jihovýchod od Těmice. Babín je také název katastrálního území o rozloze 2,8 km2.

## Název
Název se vyvíjel od varianty Babin (1549), Babjn (1614), Babin (1842). Pojmenování vzniklo z mužského příjmení Bába a znamenalo Bábův dvůr.

## Historie
První písemná zmínka o obci pochází z roku 1549.
V letech 1850–1890 byla vesnice součástí obce Pravíkov, v letech 1900–1950 samostatnou obcí a od roku 1961 se vesnice stala součástí obce Těmice.

## Obyvatelstvo
| Rok            | 1869 | 1880 | 1890 | 1900 | 1910 | 1921 | 1930 | 1950 | 1961 | 1970 | 1980 | 1991 | 2001 | 2011 | 2021 |
| -------------- | ---- | ---- | ---- | ---- | ---- | ---- | ---- | ---- | ---- | ---- | ---- | ---- | ---- | ---- | ---- |
| Počet obyvatel | 170  | 189  | 227  | 205  | 224  | 201  | 174  | 115  | 110  | 96   | 62   | 41   | 45   | 38   | 45   |
| Počet domů     | 21   | 27   | 30   | 31   | 34   | 32   | 31   | 32   | 29   | 30   | 22   | 22   | 32   | 34   | 34   |

## Pamětihodnosti
- Venkovská usedlost čp. 30

## Další fotografie

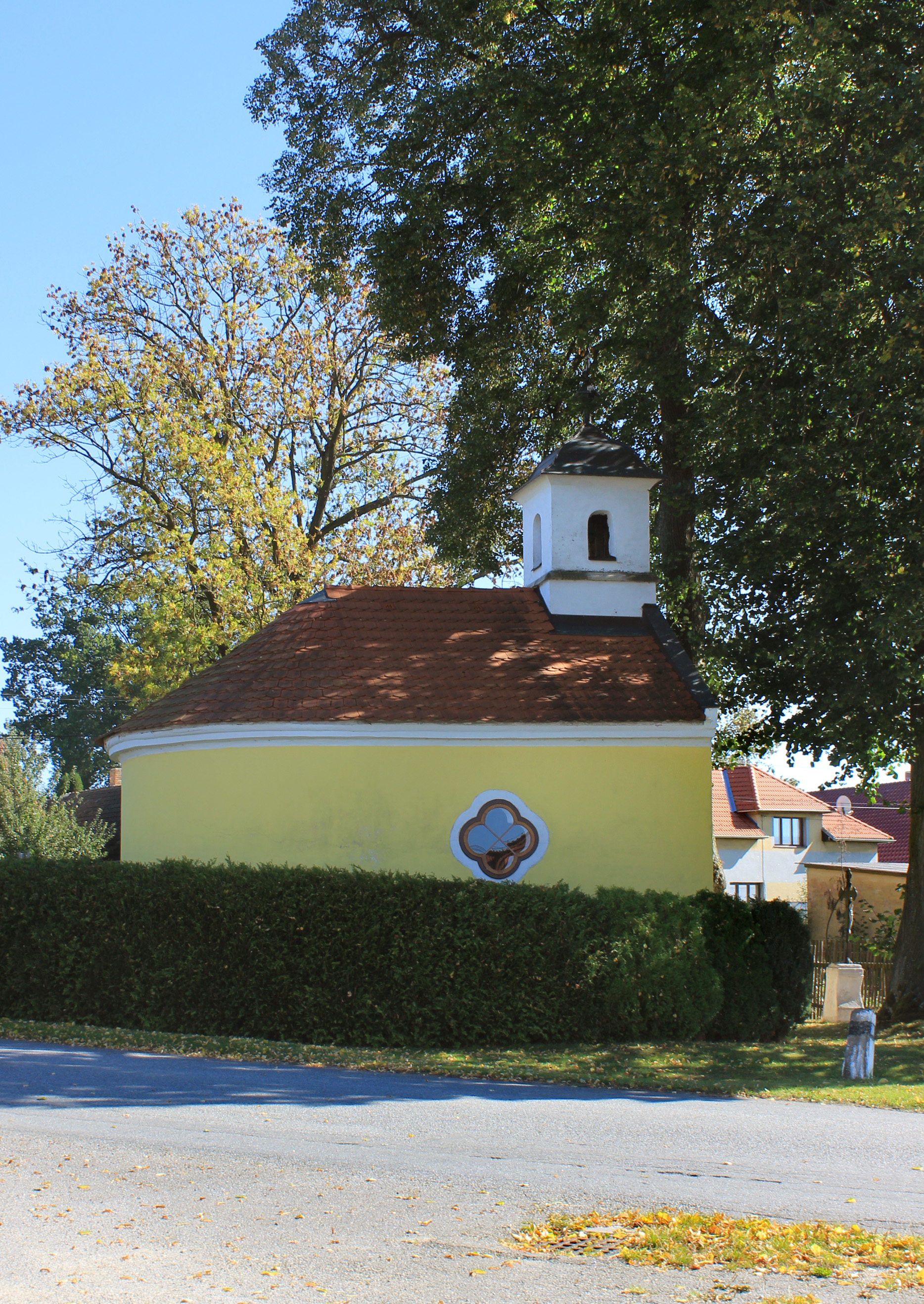
Kaple nad návsí
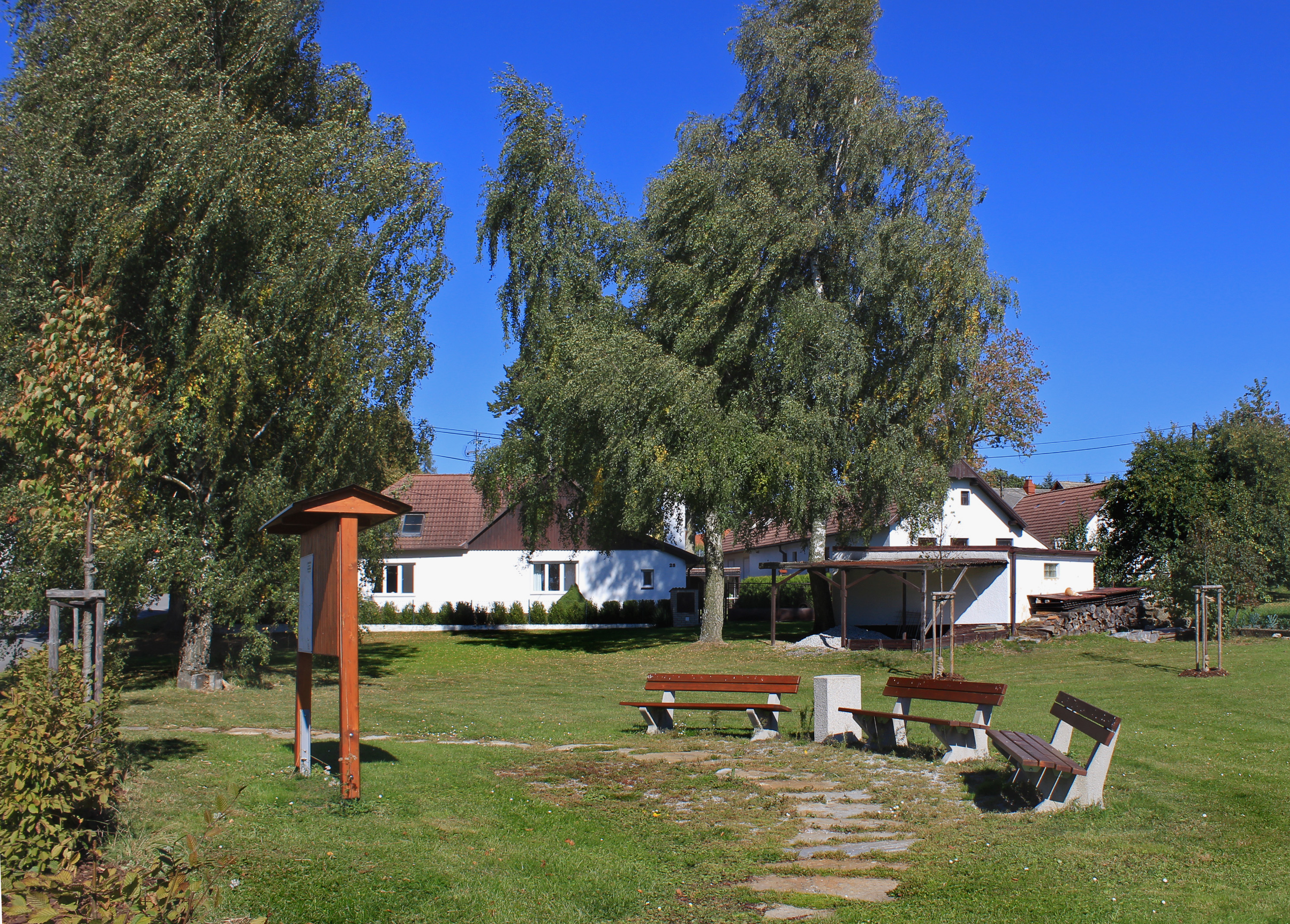
Upravená náves
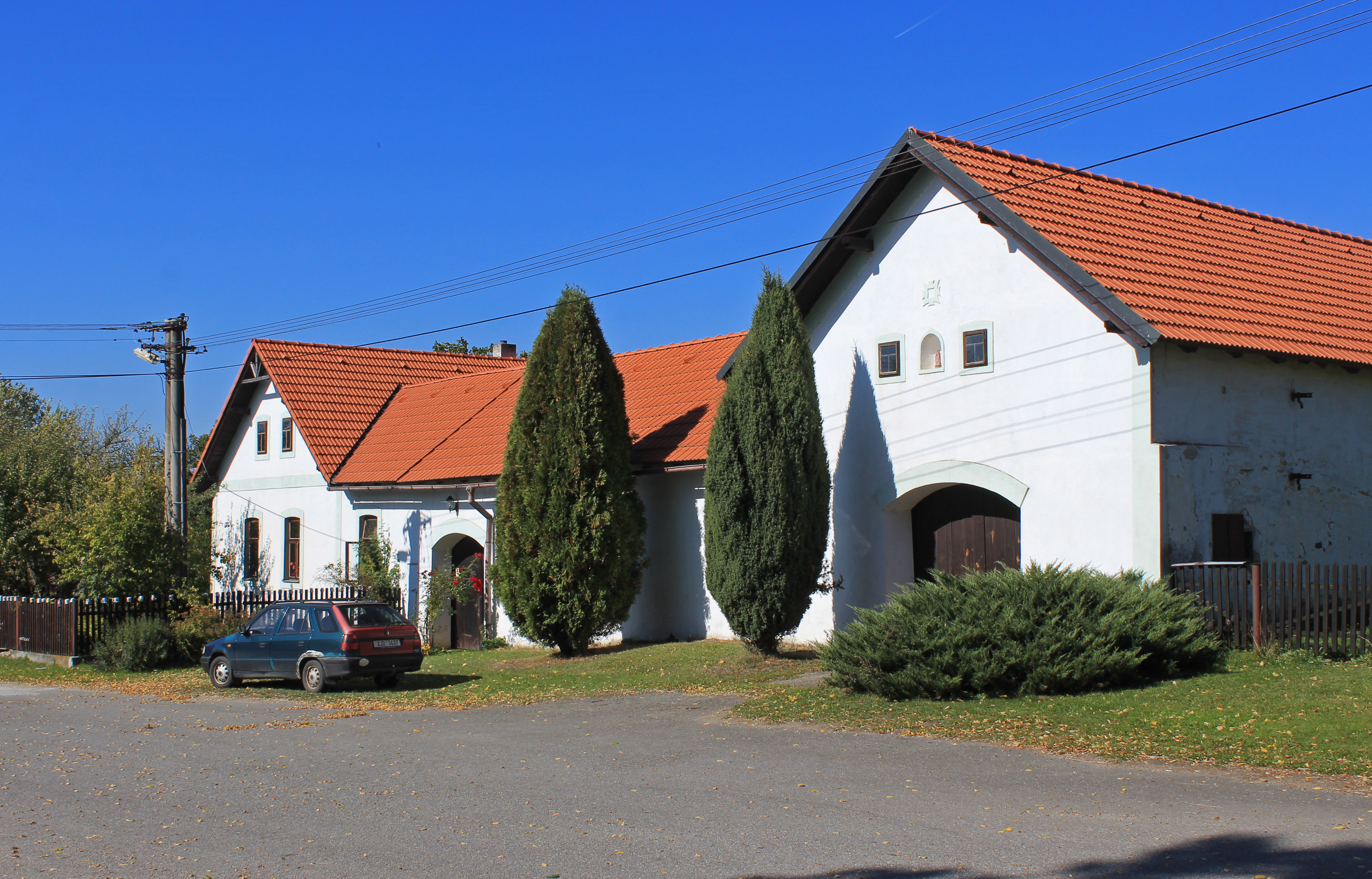
Bývalý statek
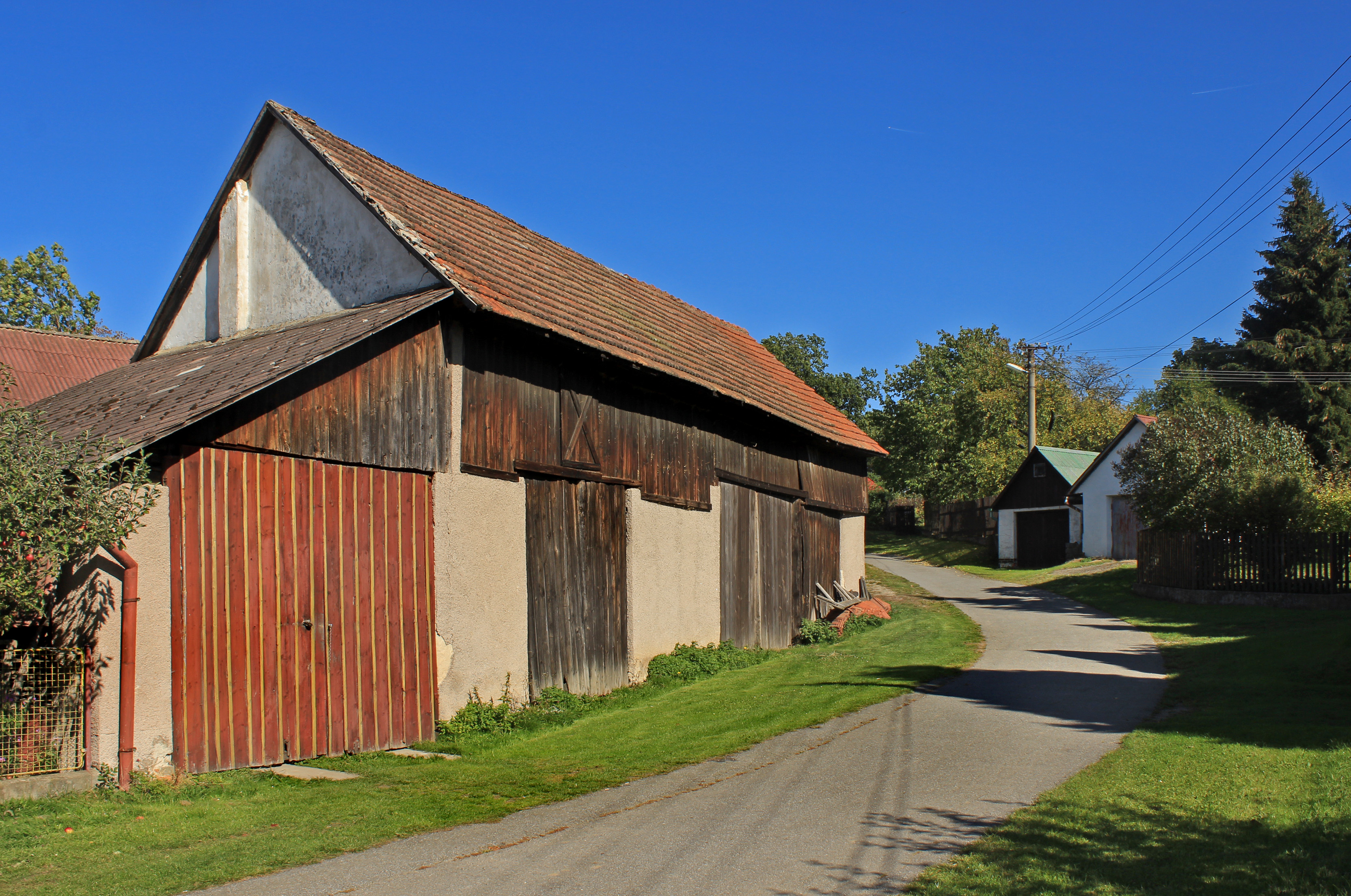
Postranní ulice